# Power Rangers in Space
Power Rangers in Space (br/pt: Power Rangers no Espaço) é a sexta temporada da série de televisão Power Rangers, baseada em Megaranger. Foram produzidos 43 episódios no ano de 1998. Só chegou ao Brasil em 1999, a série foi exibida pela Fox Kids (hoje Disney XD) e posteriormente pela Rede Globo, dentro do extinto Angel Mix, reprisando no ano 2000 também no Angel Mix (e substituída por Power Rangers: Galáxia Perdida em seguida), e em 2003 na TV Globinho (depois substituída por Power Rangers: Força do Tempo). Na Band, a franquia voltou na emissora em sua reestreia no dia 24 de dezembro de 2012 a partir das 13h (horário de Brasília) até o dia 4 de janeiro de 2013, tendo sua exibição cancelada, pois esteve no período das férias de um programa esportivo na emissora, juntamente com os Cavaleiros do Zodíaco: Saga de Hades. A série foi exibida nas madrugadas da Band. Foi a primeira série completa a serem manuseados pelos produtores Judd Lynn e Jonathan Tzachor. No entanto, devido à falta de comunicação entre a América e Japão, quanto ao conteúdo da série sentai, grande parte da filmagem do espaço é original para a adaptação norte-americana. Foi exibido na Band nas Madrugadas do dia 23 de abril até 23 de julho com 4 episódios seguidamente.

## Sinopse
O primeiro episódio continua a partir do momento em que acabou a temporada anterior, Power Rangers: Turbo. Os Rangers Turbo, Carlos, Ashley, Cassie, Justin e T.J., encontram-se sem os seus poderes depois da destruição de sua base de operações, a Câmara do Poder. Para irem atrás da vilã Divatox, Alpha 6 e quatro dos Rangers embarcam em uma nave espacial da Nasada, centro nacional de pesquisas espaciais, enquanto Justin, que é apenas uma criança, decide ficar na Terra com seu pai.
Enquanto isso, no planeta Simariano, ocorre uma reunião da Aliança Unida do Mal, composta por todos os vilões já enfrentados pelos Power Rangers e liderada por novos vilões, Espectro Negro e Astronema. Durante o encontro, Espectro Negro revela ter capturado Zordon, o primeiro mentor dos rangers, e que está drenando seus poderes. Em meio das comemorações, emerge um novo ranger vermelho, Andros, que estava infiltrado entre os convidados. Escapando da perseguição dos capangas de Astronema, os Quantros, Andros retorna a sua astronave e encontra os Rangers Turbo. Inicialmente desconfiado, Andros é então ajudado pelos rangers a defender sua nave das forças de Astronema, o que cria nele confiança para dar aos rangers da Terra novos morfadores. Nascem, então, os Rangers Espaciais, cuja missão é derrotar as forças de Espectro Negro e salvar o Universo conhecido, enfrentando diversas batalhas e surpreendentes revelações no caminho.

## Episódios
| Nº | Nome Em Inglês                   | Nome Em Português                              | Inimigos do Episódio                           | Protagonistas |
| 1  | From Out Of Nowhere Part I       | O Encontro no Espaço 1ª parte                  | (Não Há)                                       | Carlos,Ashley,Cassie e T.J. |
| 2  | From Out Of Nowhere Part II      | O Encontro no Espaço 2ª parte                  | (Não Há)                                       | Andros(Ranger Espacial Vermelho),T.J.(Ranger Espacial Azul),Carlos(Ranger Espacial Preto)Ashley(Ranger Espacial Amarela) e Cassie(Ranger Espacial Rosa) |
| 3  | Save Our Ship                    | Salvem Nossa Nave                              | Ecliptor                                       | Cinco Rangers Espaciais |
| 4  | Shell Shocked                    | Encontro de Super-heróis                       | Electrotramp                                   | Cinco Rangers Espaciais e As Tartarugas Ninja |
| 5  | Never Stop Searching             | Sem Perder as Esperanças                       | Ecliptor                                       | Andros(Ranger Espacial Vermelho) e Carlos(Ranger Espacial Preto)                                                                                        |
| 6  | Satellite Search                 | Busca ao Satélite                              | Clawhammer                                     | Cinco Rangers Espaciais |
| 7  | A Ranger Among Thieves           | Honra entre Ladrões                            | Alta Tensão                                    | Andros(Ranger Espacial Vermelho) |
| 8  | When Push Comes to Shove         | Com Um Empurrãozinho                           | Elephantitan                                   | Cassie(Ranger Espacial Rosa) |
| 9  | The Craterite Invasion           | A Invasão de Crateritas                        | Crateritas                                     | Cinco Rangers Espaciais |
| 10 | The Wasp With A Heart            | A Vespa que tinha Coração Mole                 | Wapiscable e Rei Sting                         | Cassie(Ranger Espacial Rosa) |
| 11 | The Delta Discovery              | A Descoberta do Delta                          | Crocovile                                      | Cinco Rangers Espaciais e Ranger Fantasma |
| 12 | The Great Evilyzer               | O Conversor de Maldade                         | Vários Monstros e Delta Megazord               | Cinco Rangers Espaciais |
| 13 | Grandma Matchmaker               | Vovó Cupido                                    | Mamamite e Termitus                            | Ashley (Ranger Espacial Amarela) |
| 14 | The Barillian Sting              | A Picada Barilliana                            | Darkonda e Inseto Bariliano                    | Andros (Ranger Espacial Vermelho) e T.J. (Ranger Espacial Azul)                                                                                         |
| 15 | T.J.'s Identity Crisis           | A Crise de Identidade do Ranger Azul           | Darkliptor(Darkonda fundido com Ecliptor)      | T.J. (Ranger Espacial Azul) |
| 16 | Flashes of Darkonda              | Reconhecendo Darkonda                          | Darkonda                                       | Cinco Rangers Espaciais |
| 17 | The Rangers' Mega Voyage         | A Mega Viagem dos Rangers                      | Mutantrus e Darkonda                           | Cinco Rangers Espaciais |
| 18 | True Blue to the Rescue          | A Volta do Antigo Ranger Azul                  | Lionizer                                       | Cinco Rangers Espaciais e Justin (Ranger Turbo Azul) |
| 19 | Invasion of the Body Switcher    | A Falsa Ranger                                 | Trocador de Corpos e Astronema                 | Ashley (Ranger Espacial Amarela) |
| 20 | Survival of the Silver           | Sobrevivencia do Ranger de Prata               | Lunático                                       | Zhane (Ranger Espacial de Prata) |
| 21 | Red With Envy                    | O Ciúme de Andros                              | Crocotoxes                                     | Andros (Ranger Espacial Vermelho) e Zhane (Ranger Espacial de Prata)                                                                                    |
| 22 | The Silver Secret                | O Segredo do Ranger de Prata                   | Louva-a-deus                                   | Zhane (Ranger Espacial de Prata) |
| 23 | A Date With Danger               | Um Encontro com o Perigo                       | Destructoid e Touros Horrores                  | Zhane (Ranger Espacial de Prata) |
| 24 | Zhane's Destiny                  | O Destino de Zhane                             | Darkonda e Coralizer                           | Seis Rangers Espaciais |
| 25 | Always A Chance                  | Sempre há uma chance                           | Lizwizard                                      | Carlos (Ranger Espacial Preto) e Adam (Ranger Preto) |
| 26 | The Secret of the Locket         | O Segredo do Medalhão                          | Batarax                                        | Andros (Ranger Espacial Vermelho) e Astronema |
| 27 | Astronema Thinks Twice           | O Dilema De Astronema                          | Darkonda e Spikey                              | Andros (Ranger Espacial Vermelho) e Astronema |
| 28 | The Rangers' Leap of Faith       | A Fé dos Rangers                               | Darkonda                                       | Cinco Rangers Espaciais e Astronema |
| 29 | Dark Specter's Revenge Part I    | A Vingança do Espectro Negro 1ª parte          | (Não Há)                                       | Cinco Rangers Espaciais |
| 30 | Dark Specter's Revenge Part II   | A Vingança do Espectro Negro 2ª parte          | Frightwing                                     | Seis Rangers Espaciais |
| 31 | Rangers Gone Psycho              | Os Rangers contra os Psycho Rangers            | Monstro Coruja e Psycho Rangers                | Seis Rangers Espaciais |
| 32 | Carlos On Call                   | A Amiguinha de Carlos                          | Datascammer e Psycho Preto                     | Carlos(Ranger Espacial Preto) |
| 33 | A Rift In the Rangers            | Rompimento entre os Rangers                    | Psycho Rosa e Psycho Amarela                   | Cassie(Ranger Espacial Rosa) e Ashley(Ranger Espacial Amarela)                                                                                          |
| 34 | Five of a Kind                   | Cinco de uma Espécie                           | Psycho Azul                                    | T.J.(Ranger Espacial Azul) |
| 35 | Silence Is Golden                | Silêncio Precioso                              | Psycho Vermelho, Psycho Amarelo e Psycho Preto | |
| 36 | The Enemy Within                 | O Inimigo de Dentro                            | Psycho Vermelho, Psycho Amarelo e Psycho Preto | |
| 37 | Andros and the Stowaway          | Andros e o Clandestino                         | Jakarak                                        | Andros(Ranger Espacial Vermelho) |
| 38 | Mission to Secret City           | Missão na Cidade Secreta                       | Vacsaker                                       | Cinco Rangers Espaciais |
| 39 | Ghosts in the Machine            | Fantasmas Na Máquina                           | Psycho Rangers(na forma de fantasmas)          | Seis Rangers Espaciais |
| 40 | The Impenetrable Web             | A Rede Impenetrável                            | Ecliptor                                       | Seis Rangers Espaciais |
| 41 | A Line In the Sand               | Perdidos no Deserto                            | Tankstein                                      | Seis Rangers Espaciais |
| 42 | Countdown to Destruction Part I  | Contagem Regressiva para a Destruição 1ª parte | (Não Há)                                       | Seis Rangers Espaciais |
| 43 | Countdown to Destruction Part II | Contagem Regressiva para a Destruição 2ª parte | Ecliptor e Astronema                           | Andros(Ranger Espacial Vermelho) |

## Elenco
| Intérprete              | Personagem                              | Dobragem Portugal    |
| ----------------------- | --------------------------------------- | -------------------- |
| Christopher Khayman Lee | Andros, Ranger Espacial Vermelho        | Tiago Caetano        |
| Selwyn Ward             | T.J., Ranger Espacial Azul              | Vítor Rocha          |
| Tracy Lynn Cruz         | Ashley Hammond, Ranger Espacial Amarela | Paula Mota           |
| Patricia Ja Lee         | Cassie Chan, Ranger Espacial Rosa       | Ana Luís Martins     |
| Roger Velasco           | Carlos Vallerte, Ranger Espacial Preto  | João Vaz             |
| Justin Nimmo            | Zhane, Ranger de Prata                  | Vítor Emanuel        |
| Melody Perkins          | Astronema/Karone                        | Nara Madeira         |
| Walter Lang             | Ecliptor                                | Vítor Emanuel        |
| Steve Kramer            | Darkonda                                | Gustavo Rosa         |
| Kenny Graceson          | Elgar                                   | Gustavo Rosa         |
| Julie Maddalena         | D.E.C.A.                                | Nara Madeira         |
| Donene Kister           | Alpha 6                                 | João Vaz             |
| Paul Schrier            | Bulk                                    | Paulo Espírito Santo |
| Jason Narvy             | Skull                                   | Vítor Emanuel        |
| Jack Banning            | Professor Phenomenus                    | Gustavo Rosa         |
| Aloma Wright            | Adelle Ferguson                         | Ana Brito e Cunha    |
| Johnny Yong Bosch       | Adam Park, Ranger Preto Original        | Paulo Espírito Santo |
| Blake Foster            | Justin Stewart, Ranger Turbo Azul       | Paula Mota           |
| Patrick David           | Psycho Vermelho                         | Paulo Espírito Santo |
| Wally Wingert           | Psycho Azul                             | Vítor Emanuel        |
| Michael Maize           | Psycho Preto                            | João Vaz             |
| Kamera Walton           | Psycho Amarela                          | Cristina Paiva       |
| Victoria Davis          | Psycho Rosa                             | Ana Luís Martins     |
| Christopher Cho         | Dark Specter/Espectro Negro             | Paulo Espírito Santo |

## Rangers Espaciais
| Ator | Ator                    | Personagem                       | Definição                                     | Arquétipo   |
| ---- | ----------------------- | -------------------------------- | --------------------------------------------- | ----------- |
|      | Christopher Khayman Lee | Andros                           | Ranger Espacial Vermelho                      | Normal      |
|      | Selwyn Ward             | Theodore Jay «TJ» Jarvis Johnson | Ranger Espacial Azul                          | Intelectual |
|      | Tracy Lynn Cruz         | Ashley Hammond                   | Ranger Espacial Amarela                       | Normal      |
|      | Patricia Ja Lee         | Cassie Chan                      | Ranger Espacial Rosa                          | Normal      |
|      | Roger Velasco           | Carlos Vallertes                 | Ranger Espacial Preto                         | Normal      |
|      | Justin Nimmo            | Zhane                            | Ranger Espacial de Prata Psycho Prata (falso) | Normal      |

- Karone quando ainda sobre a forma de Astronema, se transformou na Ranger Espacial Amarela no Episódio "A Falsa Ranger".

Nos quadrinhos, que são canônicos, é apresentado antiga equipes que usam o mesmo poder só com personagens diferentes.
| Definição | Definição                | Personagem | Personagem | Personagem                       |
|           |                          | 1          | 2          | 3                                |
| --------- | ------------------------ | ---------- | ---------- | -------------------------------- |
|           | Ranger Espacial Vermelho | SN         | Andros     | Andros                           |
|           | Ranger Espacial Azul     | Maavi      | EDI        | Theodore Jay «TJ» Jarvis Johnson |
|           | Ranger Espacial Amarela  | SN         | Naro       | Ashley Hammond                   |
|           | Ranger Espacial Rosa     | Dhaza      | Kaly       | Cassie Chan                      |
|           | Ranger Espacial Preto    | SN         | Yihzu      | Carlos Vallertes                 |
|           | Ranger Espacial de Prata | SN         | Zhane      | Zhane                            |

### Perfil dos Ranger

#### Andros
Nome Completo: Andros
Posição no Grupo: Líder
Ranger: Ranger Espacial Vermelho
Arma: Sabre Espiral
Zords: Astro MegaNave, Delta MegaZord e Mega V-1
Informações: Andros é o líder natural dos Power Rangers ele é esperto e ágil. Quando todos os vilões estiveram no Planeta Cimariano Andros vai espiar os planos dos vilões e acaba escapando. Na Astro Mega Nave Andros acha que Alpha 6 e os Rangers são intrusos, entretanto ele acaba tendo uma ajuda deles contra os Quantrons. Ele é conhecido por uma famosa capa que ele anda quando vai investigar algum caso. No começo Andros não aceita a ajuda de Carlos, Ashley, Cassie e T.J. mas com o incentivo de Alpha 6 ele dá aos Rangers os Astros Morfadores. Sua arma é o Sabre Espiral. Ele acaba tendo um clima com Ashley e acaba conhecendo a Terra. Andros procura sua irmã desaparecida, Karone. Andros ganha o controle da Mega Nave Delta pelo Ranger Fantasma. No meio da procura pela sua irmã, no Planeta Onyx, ele ganha de Darkonda as cartas-chave do Mega Viajante, passando a controlar o Mega V-1. Andros descobre que Karone na verdade é Astronema. Ele leva Astronema na Mega Nave para saber o lugar onde Zordon está. No final, ele destrói Zordon (a pedido do mesmo, para que toda maldade do universo acabe).

#### T.J.
Nome Completo: Theodore Jay Jarvis Johnson
Posição no Grupo: Segundo no comando até a chegada de Zhane
Ranger: Ranger Espacial Azul
Arma: Machado Astro
Zord: Mega V-3
Informações: T.J perde seus poderes de Turbo Ranger Vermelho após a explosão da Camâra do Poder. Ele, Carlos, Ashley, Cassie e Alpha 6 vão para Eltar ajudar Zordon que estava em perigo. Quando chegam no Espaço eles entram na Mega Nave, Andros acha que eles são intrusos; Mas com o incentivo de Alpha 6, T.J. se torna o Ranger Azul do Espaço e ganha uma nova arma, o Machado Astral. T.J. em uma batalha é atingido por Darkliptor numa batalha na qual ele perde a sua memória, mas ele se recorda dos momentos com os seus amigos. Ele ganha o Mega V-3. Ele ajuda o Detonador de Tempestade a fugir para que não seja capturado de novo e procura o Justin que acaba ajudando os Rangers como Turbo Ranger Azul, ele e Justin dão um jeito no monstro mas eles vão ajudar o Cruzador Relampâgo.

#### Ashley
Nome Completo: Ashley Hammond
Posição no Grupo:  Normal
Ranger: Ranger Espacial Amarela
Arma: Bodoque Estelar
Zord: Mega V-4
Informações: Ashley perde seus poderes de Turbo Ranger Amarela após a explosão da Camâra do Poder ela,Carlos,Cassie,T.J. e Alpha 6 vão para Eltar ajudar Zordon que estava em perigo mas quando chega no Espaço eles vão ingressar na Mega Nave Andros acha que eles são intrusos mas com o incentivo de Alpha 6 Ashley se torna a Ranger Amarela do Espaço e ganha uma nova arma o Bodoque Estelar e começa a ter um clima entre ela e Andros ela mostra à Terra à Andros de ponta à ponta.  Ela ganha o Mega V-4. No Dia do seu aniversário ela ganha um colar de Andros mas Astronema rapta ela e se disfarça de Ashley e a verdadeira Astronema rapta Carlos,Cassie e T.J. e vai com Andros na Terra e descobrem que ela é Astronema.Ashley e Andros ao decorrer da serie tem uma relação amorosa.

#### Cassie
Nome Completo: Cassie Chan
Posição no Grupo: Normal
Ranger: Ranger Espacial Rosa
Arma: Atordoador Satélite
Zord: Mega V-5
Informações: Cassie perde seus poderes de Turbo Ranger Rosa após a explosão da Camâra do Poder ela, Carlos, Ashley, T.J. e Alpha 6 vão para Eltar ajudar Zordon que estava em perigo mas quando chega no Espaço eles acabam ingressando na Mega Nave Andros acha que eles são intrusos com o incentivo de Alpha 6, Cassie se torna a Ranger Rosa do Espaço e ganha uma nova arma o Atordoador Satélite, Cassie tem um diário mas um garoto chamado Lenny e seu amigo George roubam o seu diário mas Lenny à devolve se Cassie for sair com ele e acaba tendo um problema com um monstro de Astronema, mas continuam a ser amigos. Cassie acaba ajudando um monstro Vespa que tem um coração mole mais acaba tendo um problema com Bulk, Skull e Professor Fenomenos  na floresta e acaba tendo problemas com Ecliptor e os Quantros quando estragam o aniversário de uma garotinha chamada Sherry. Teve um encontro com Ranger Fantasma quando ele diz que Zordon estava no Planeta Hercuron mantidos por Divatox, Rygog e os Piranhatrons ele envia uma mensagem à Cassie em um holograma pessoal. Cassie ganha o Mega V-5. Ela foi atingida acidentalmente por Carlos quando um monstro lhe pegou.

#### Carlos
Nome Completo: Carlos Vallertes
Posição no Grupo: Terceiro no Comando até a chegada de Zhane
Ranger: Ranger Espacial Preto
Arma: Lança Lunar
Zord: Mega V-2
Informações: Carlos perde seus poderes de Turbo Ranger Verde após a explosão da Camâra do Poder ele,Ashley,Cassie,T.J. e Alpha 6 vão para Eltar ajudar Zordon que estava em perigo mas quando chega no Espaço eles vão ingressar na Mega Nave Andros acha que eles são intrusos com o incentivo de Alpha 6 Carlos se torna o Ranger Preto do Espaço e o terceiro no comando e ganha uma nova arma a Lança Lunar ele foi o primeiro a descobrir sobre o sumiço de Karone e incentiva à Andros sobre ajudar ele que comanda o Quadruplo Detonador.Para enganar a avó de Ashley ela engana dizendo que Carlos era o seu namorado. No meio da procura de Zordon com Cassie e T.J. ele é picado com um veneno bariliano, mas é resolvido com um antidoto. Ele ganha o Mega V-2.Carlos acidentalmente atinge Cassie em uma batalha com um monstro que confunde a mente do openente com a sua língua mas Carlos perde à sua moral de Ranger mas com à ajuda de seu antecessor Adam que se arrisca para ajudá-lo como o Ranger Preto Carlos se torna mais confiável. Ele fica amigo de uma garotinha chamada Sylvia que acaba descobrindo que ele é um Power Ranger mas logo ele descobre sobre a morte do seu irmão. 

#### Zhane
Nome Completo: Zhane
Posição no Grupo: Segundo no comando
Ranger: Ranger Espacial de Prata
Arma: Super Espada de Prata
Zord: Mega Planador
Informações: Zhane é o Ranger de Prata e que alguns dizem que ele é o Ranger mais poderoso do universo. Zhane é um velho amigo de Andros que estava adormecido em um tubo crogênico, depois de salvar Andros em um ataque em KO-35. Nesses anos adormecido, seus poderes foram drenados aos poucos pelo tubo e ele só conseguia ficar morfado por 2 minutos, mas recuperou seus poderes com um trovão. Zhane é uma pessoa feliz e diferente do Andros que sempre leva a sério a sua missão, o Zhane costuma ser o alivio cómico. Quando Astronema estava sendo atacada por um monstro, Zhane a salvou e daí teve o começo de um romance entre os dois. Sua arma é a Super espada de Prata e ele pilota o planador e a moto de Prata.

### O Fim
Após Andros destruir Zordon para Salvar o universo, ele, Karone, Alpha 6, Ashley, Cassie, T.J, Carlos e Zhane vão embora para a Terra.

## Aliados
- Alpha 6

Após a explosão da Camâra do Poder Alpha 6 e os Rangers vão para Eltar ajudar Zordon que estava em perigo mas chegando no Espaço Alpha tem problemas no seu circuito de fala e o seu chip fica queimado mas Andros arruma à sua fala depois Alpha 6 incentiva Andros à unir os Rangers e Alpha 6 passa a ser o assistente da Mega Nave e ela previne de Ecliptor para não pegar ela na Mega Nave enquanto os Rangers estão presos no deserto. No Final após a destruição de Zordon e a derrota dos monstros Alpha 6 fica na Mega Nave.
- D.E.C.A

É o sistema computadorizado da Mega Nave rastreia o a pessoa dentro da Mega Nave.
- Rangers de Aquitar

Com as ordens de Expectro Negro Divatox,Rygog,(exceto o General Devastador que estava ajudando o Império Máquina em Eltar),Piranhatrons alguns deles ajudou Astronema na Terra junto com os Quantros  e todos os monstros para atacar Aquitar.
- Ranger Dourado

Com as ordens de Expectro Negro Rita Repulsa e Lord Zedd inclusive Goldar,Finster´Patrulheiros Z e todos os monstros para  atacar Trifforia.
- Centurião Azul

Depois de ter ido a Eltar com Dimitria ele e o Ranger Fantasma é atacado em Eltar pelo Império Máquina Rei Mondo,Rainha Machina,Principe Sproket,Klank e Orbus,Cogs e todos os monstros.
- Ranger Fantasma

Depois de achar Zordon e de ser atacado por Ecliptor e dá a Andros o controle do Delta Megazord ele e Senturião Azul é atacado em Eltar pelo Império Máquina.
- Justin

Depois de mudar para Alameda dos Anjos com seu pai Justin sente muita falta de seus amigos o Detonador de Tempestade vai a casa dele pedir ajuda por que os Rangers e o Cruzador Relâmpago estavam em apuros.Justin volta para ajudar seus amigos como Turbo Ranger Azul e depois ele e os outros Rangers vão ajudar o Cruzador Relâmpago de Divatox.Após ajudarem o Cruzador Relâmpago dos Piranhatrons o Detonador de Tempestade leva ele para casa dele e Justin volta para sua vida normal com o seu pai.
- Adam

Depois de passar os seus poderes de Ranger Verde a Carlos na fase anterior Adam resolve ajudar Carlos por que perdeu sua moral após atingir Cassie em uma batalha Adam ajuda Carlos com uns treinos. Depois de alguns treinos Adam e Alpha 6 o ajudam ele acha seu unico morfador a moeda do poder preto que foi destruído mas Alpha 6 aconselha Adam não se morfar depois de ser atacado por um monstro Adam se arrisca se transformando em Ranger Preto depois ele começa a ficar fraco e se prejudicando Carlos o ajuda depois de destruir o monstro Carlos se torna mais confiavel e Adam volta para sua vida normal.
- As Tartarugas Ninjas

As Tartarugas Ninjas vieram de Nova Iorque para Terra por Astonema e Elgar e as enfeitiçaram para destruirir os Rangers do Espaço no começo Andros não vai muito com a cara dos tartarugas e se apega com a ajuda dos heróis.
- Zordon

Zordon foi raptado por Espectro Negro em Eltar e fica sendo drenado a sua energia mas é mantido por Divatox. Os Rangers conseguem achar o mentor mas não conseguem. No final Astronema mantém o controle dele é destruído por Andros para que sua bondade se espalhassem pro planeta inteiro.
- Bulk e Skull

Bulk e Skull sem empregos descobrem o Professor Fenomenos pode ajudar com a descoberta de alienigenas e passam a ser assistentes dele mas eles só fracassam. No final Bulk defende e avisa a população que os Rangers nunca deixaram na mão e na batalha resolvem ajudar. Bulk se declarou o Ranger Azul e o Skull o Ranger Preto, depois o Professor Fenomenos se assume o Ranger Vermelho e todos os outros cidadãos se declaram Power Rangers para ajudar os originais a ganhar tempo pra derrotarem Astronema e as forças do mal.
- Professor Fenomenos

O Professor Fenomenos é um famoso cientista da Alameda dos Anjos. Ele contrata Bulk e Skull como seus assistentes. Eles se arriscam quando tem perigo na Alameda dos Anjos. Quando Expectro Negro se vingou dos Rangers com à chuva de meteoros na Terra o Professor, Bulk e Skull vão para um planeta mas voltam para casa com Andros,Zhane e T.J..

## Vilões
- Espectro Negro

O Mestre dos Vilões agora ele se exerceu em atacar Eltar e sequestrou Zordon com o maior sucesso ele anuncia que Astronema é a nova vilã e apareceu no Planeta Cimariano quando os vilões comemoravam à derrota dos Power Rangers e ordena os Quantros pegar Andros. Expectro Negro sempre esconde Zordon para que os Rangers não achassem. Quando Andros descobriu que Astronema é Karone ele engana Andros quando se disfarçou de Zordon ele se vinga com um enorme asteróide na Terra. Quando Astronema criou os Psycho Rangers com a energia de Expectro Negro à cada luta com os Rangers ele ficava mais fraco após as derrotas dos Psycho ele volta normalmente. No Final ele e Astronema realizam um ataque na Terra com a ajuda das forças do mal ele selecionou Terra, Aquitar, Trifforia, Eltar e KO-35 antes de completar a sua agenda ele é destruído por Darkonda. Ele é tipo de um monstro gigante e é igual ao noivo de Divatox(Maligore). (N° de Aparições na Temporada: 12 episódios)
- Astronema

É a nova vilã do mal, dona da Fortaleza das Trevas e das florestas escuras por ordens de Espectro Negro ela assume o lugar de "Rainha do Mal" causando ciúmes em Rita e principalmente em Divatox que nasce uma rivalidade entre elas. Ela é como uma adolescente fútil e está sempre com as suas perucas coloridas. Quando ela foi atingida por um monstro é salva por Zhane que até se apaixona por ele. Ela descobre que é Karone, a irmã perdida de Andros mas descobriu quando ele arrancou o seu colar no começo Carlos, Ashley, Cassie e T.J. acham que ela está do lado do mal mas logo eles ficam amigos, mas ela acaba sendo transformada por Ecliptor em má outra vez que acaba fazendo lavagem cerebral com um pino no seu rosto e não podendo mais usar perucas. Ela que criou os Psycho Rangers drenando à energia de Espectro Negro. No Final ela e Espectro Negro comandam às forças do mal para atacar o mundo e Zordon fica na Fortaleza das Trevas após a destruição de Expectro Negro Astronema se torna líder causando ciúmes em Divatox. Ela tem um confronto com Andros que acaba sendo atingida por um ataque de seu irmão depois da destruição de Zordon e a derrota dos vilões ela volta a ser Karone novamente. Ela, Andros e Zhane ficam na Terra com os Rangers. (N° de Aparições na Temporada: 43 episódios)
- Ecliptor

Ecliptor é o guerreiro poderoso e confiável de Astronema criou ela como se fosse sua filha. Ele tem uma grande rivalidade com Darkonda, foi ele quem destruiu o Delta Megazord e feriu o Ranger Fantasma no Planeta Hercuron na procura de Zordon. Quando Astronema foi revelada a irmã perdida de Andros, Ecliptor ajuda os Rangers e é ferido por Darkonda e pelos Piranhatrons e é transformado em mal outra vez por Darkonda. Ele fica com raiva de Andros quando ele acidentalmente atinge Astronema. Quando Zordon é destruído ele é o primeiro a ser destruido. (N° de Aparições na Temporada: 41 episódios)
- Darkonda

Este caçador traiçoeiro ajudou a Astronema a batalhar contra os Rangers, mas para servir somente a sua própria agenda. Andros descobriu que era Darkonda que sequestrou sua irmã em KO-35, anos antes. Seu objetivo primeiramente era ficar no lugar de Astronema e então arquitetou um plano para ela ficar do lado dos rangers e pediu para o Espectro Negro destrui-la. Porém Especto Negro não aceitou. Então Darkonda resolve destruir Especto Negro e Astronema. Após ter atacado Espectro Negro, antes de morrer, ele o destruíu. (N° de Aparições na Temporada: 20 episódios)
- Quantrons

Os Quantrons são soldados robóticos de Astronema que atacam com armas laminadas.
- Velocifighters

O Quantrons pilotam os Velocifighters que podem voar através do espaço e disparar explosões de energia.

## Vilões do passado
- Elgar

Ele fala para sua tia Divatox que Astronema é a nova vilã e trabalhava para sua tia Divatox mas com à ordem de Expectro Negro ele vai trabalhar para Astronema. Ele não estraga os planos da princesa do mal igual a que ele fazia com a tia. Ele tem um pavor quando Astronema se Irrita com o Elgar e manda ele Brincar com o Sclandey o bichinho de estimação de Astronema . Ele algumas vezes derrotam os Rangers no final da batalha ele, os Quantros e alguns dos Piranhatrons são destruídos pela onda de energia de Zordon na Alameda dos Anjos foram os últimos. (N° de Aparições na Temporada: 40 episódios)
- Divatox, Rygog, Porto, General Devastador e Piranhatrons

Depois de destruir os Turbo Rangers o Grupo de Divatox é chamado para ir ao Planeta Cimariano na União de Aliança do Mal junto com Rygog, Porto, General Devastador e Piranhatrons mas Divatox tem problemas com Rita e Astronema para tomar o lugar de "Rainha do Mal", teve problemas com Astronema quando ela pegou o seu telefone para que Elgar se alia-se a ela novamente, ela que escondia Zordon na série inteira, e pediu que Astronema pegasse o Detonador de Tempestade nasce uma rivalidade entre ela e Astronema. Porto só apareceu na reunião do Planeta Cimariano, Rygog esteve com Divatox na série inteira, no Planeta Hercuron quando eles mantinham Zordon preso mas ele e os Piranhatrons não conseguem pegar o Ranger Fantasma e esteve junto com Divatox em Aquitar lutando contra os Aliens Rangers. O General Devastador apareceu no Planeta Cimariano junto com os outros vilões ele tenta pegar o Ranger Vermelho do Espaço mas ele chuta à sua espada que acaba quebrando uma cadeira. Ele se alia com o Império Máquina em Eltar com as ordens de Expectro Negro atacando o Centurião Azul e o Ranger Fantasma. Os Piranhatrons mantém Zordon preso mas algumas vezes são forçados à lutar com os Rangers, eles mantinham o Cruzador Relâmpago e o Detonador de Tempestade presos mas são derrotados pelos Rangers. No Final alguns deles vão ajudar os Quantros na Alameda dos Anjos e alguns deles ajudam Divatox em Aquitar. Todos eles são destruídos pela onda de energia de Zordon exceto Divatox que virou uma linda mulher. (N° de Aparições na Temporada: 4 episódios)
- Rita Repulsa, Lord Zedd, Rito Revolto, Goldar, Squatt e Baboo,Finster, Patrulheiros Z e os Tengas

Rita Repulsa e Lord Zedd depois de tanto tempo sem atacar eles são convocados para ir ao Planeta Cimariano na União da Aliança do Mal junto com Dom Ritão, Goldar, Finster, Patrulheiros Z e os Tengas mas Rita tem problemas com Divatox e Astronema para tomar o lugar de "Rainha do Mal", Lord Zedd ataca Andros com o seu cetro mas ele vence com o Sabre Espiral. Rita e Zedd só esperavam às ordens de Expectro Negro no começo eles não obedecem às ordens de Astronema mas na hora que sabem quem eles ficam murchinhos. Dom Ritão só apareceu na reunião do Planeta Cimariano ele permanece em M-51 até o final da série, Goldar esteve sempre com seus mestres, foi ele quem arrancou a capa revelando a todos o Ranger Vermelho do Espaço, quando Lord Zedd ordena Goldar atacar Trey o Ranger Dourado em Trifória, Finster esteve na reunião do planeta Cimariano e em Trifória ajudando os mestres, Patrulheiros Z e os Tengas depois de tanto tempo eles aparecem na reunião no Planeta Cimariano e eles atacam Trifória atacando Trey. Squatt e Baboo estavam em Trifória com os mestres. No Final Todos eles são destruídos pela onda de energia de Zordon exceto Rita e Zedd que se transformaram em humanos eles começam a dançar juntos. (N° de Aparições na Temporada: 3 episódios)
- O Império Máquina

Reconstruídos, o Rei Mondo, a Rainha Machina, o Principe Sprocket, Klank e Orbus e Cogs. Rei Mondo, Rainha Machina e Cogs aparecem no Planeta Cimariano mas logo eles só aparecem quando Expectro Negro dá-lhes ordens de atacar Eltar. Principe Sprocket, Klank, Orbus e Cogs ajudam Mondo e Machina em Eltar atacarem Centurião Azul e o Ranger Fantasma alguns dos Cogs usam os Quadrafighter em Eltar todos eles são destruídos pela onda de energia de Zordon. (N° de Aparições na Temporada: 3 episódios)

## Psycho Rangers
| Ator | Ator           | Personagem           |
| ---- | -------------- | -------------------- |
|      | Patrick David  | Psycho Vermelho      |
|      | Michael Maize  | Psycho Preto         |
|      | Wally Wingert  | Psycho Azul          |
|      | Kamera Walton  | Psycho Amarela       |
|      | Victoria Davis | Psycho Rosa          |
|      | Justin Nimmo   | Psycho Prata (falso) |

Astronema criou os Psycho Rangers, para que eles destruíssem seus equivalentes do bem. Os Psycho Rangers lutam com a cor do respectivo Power Ranger, para ler seus movimentos, fazendo-os quase impossível de derrotar. Os Psycho Rangers também tinham formas monstruosas que normalmente só usavam para lutar contra os Megazords. Os Psycho Rangers usavam a energia do Expectro Negro, e por isso toda vez que lutavam, o Espectro Negro ficava mais fraco, fazendo com que ele quase fosse destruído.
Não havia Psycho Prata, mas Zhane se disfarçou de Psycho prata uma vez para confundir os Psycho Rangers verdadeiros e impedir que eles destruíssem os Power Rangers. Um a um, os Psycho Rangers foram destruídos: Primeiro foi a Psycho Rosa, depois o Psycho Azul e por último os Psychos Preto, Amarela e Vermelho ao mesmo tempo.
Depois os fantasmas dos Psycho Rangers apareceram e entraram numa máquina que transformava objetos em dados e vice-versa. Eles entraram e novamente passaram a ter um corpo sólido. Então eles lutaram contra os Power Rangers, e quase os destruíram, mas os Power Rangers conseguiram digitalizar os Psycho Rangers, colocando-os dentro de cartões.
Um ano depois dos Psycho Rangers terem sido transformados em cartões de dados, Daviot acha estes cartões. Então ele reverte os Psycho Rangers para a forma sólida, e ele manda os Psycho Rangers capturarem todos os Power Rangers da Galáxia Perdida. E eles conseguem capturar todos, menos o Vermelho. Andros aparece de novo e ajuda o Leo e o Mike a resgatar os outros Power Rangers da Galáxia Perdida, e a destruir os Psycho Rangers, que são destruídos depois que os outros Power Rangers no Espaço aparecem para ajudar (exceto o Zhane).
Entretanto, a Psycho Rosa consegue sobreviver, mas quando Kendrix lê sobre o Sabre de Salvamento, a Psycho rosa rouba essa informação e vai procurá-lo. Cassie e Kendrix chegam ao planeta onde a Psycho Rosa destrói o morfador de Cassie e suga sua energia. Daí a Psycho Rosa fica gigante e é finalmente destruída pela combinação dos ataques do Galacta Megazord e do Astro Megazord. Kendrix entra no meio de um tornado eletromagnético para destruir o Sabre de Salvamento e ajudar Cassie, mas ao fazer isso Kendrix é destruída e seu Sabre Quasar é encontrado por Karone, e esta assume o lugar de Kendrix como Ranger Rosa, mas no fim da temporada os Sabres Quasar trazem Kendrix de volta.

## Arsenal
- Astro Morfadores

Os Astro Morfadores são colocados nos pulsos, e quando ativados, consistem em um grupo de poderes super-humanos transformando os em Rangers.
- Armas Astro

Sabre Espiral, Lança Lunar, Machado Astral, Bodoque Estelar, Atordoador Satélite e Super Espada de Prata.
- Quadro Detonador

Quatro armas astro combinam-se para dar forma ao Quadro Detonador, que libera uma esfera destrutiva de energia.
- Sabre Espiral - Modo Detonador

O Sabre Espiral pode ser unido a uma pistola Astro, e ser equipado com um realce na ponta para dar mais fonte de poder aos rangers.
- Astro Detonadores

Cada Ranger carrega uma em seu bolso, e pode ser separada na modalidade explosiva dupla.
- Digi Morfador

O dispositivo de transformação de Zhane permite-o morfar no Ranger Prata e comunica-se com os outros rangers.
- Asa de batalha ranger vermelho

Como qualquer Ranger Vermelho de Batalha, Andros tem sua asa de batalha. É uma arma poderosa que pode voar e que permite que voe e disparem mísseis.
- Super Espada De Prata (Modo Pistola e Espada)

É a arma do Ranger Prata e tem uma modalidade de pistola e de espada.
- Planadores Galácticos

Para o curso rápido e versátil através dos cosmos, os Rangers confiam em seus planadores galácticos, que podem montar entrando em tubos na Meganave.
- Moto de Prata

A motocicleta do Ranger Prata pode se transformar em um Mega Planador para quando a perseguição dirija para os céus.
- Megatank

Para viajar através do terreno interplanetário áspero, os Rangers usam o Megatank áspero, um veículo pequeno e poderoso que seja liberado pela Astro Meganave.
- Cruzador Relâmpago e Detonador de Tempestade

Com os carros sendo prisioneiros de Divatox Cruzador Relâmpago tenta escapar mas não consegue o Detonador de Tempestade escapa para Terra Divatox ordena Astronema pegar o carro mas ela diz que vai usar ele como sua arma nova T.J. ordena o Detonador de Tempestade pedir ajuda e Justin reaparece para ajudar os Rangers como Turbo Ranger Azul após a derrota do monstro Justin e os Rangers vão ajudar o Cruzador Relâmpago.

## Megazords
| Megazord               | Zords                                                                             |
| ---------------------- | --------------------------------------------------------------------------------- |
| Astro Megazord         | Astro Meganave                                                                    |
| Delta Megazord         | Delta Meganave                                                                    |
| Astro-Delta Megazord   | Astro Meganave e Delta Meganave                                                   |
| Mega-Viajante          | Mega-V 1, Mega-V 2, Mega-V 3, Mega-V 4 e Mega-V 5                                 |
| Mega-Viajante Modo Voo | Mega-V 1, Mega-V 2, Mega-V 3, Mega-V 4, Mega-V 5 e Mega Planador (Apenas as Asas) |
| Mega Planador          | Planador                                                                          |

## Zords
| Ranger | Ranger                   | 1º Zord        | 2º Zord        | 3º Zord  |
| ------ | ------------------------ | -------------- | -------------- | -------- |
|        | Ranger Espacial Vermelho | Astro Meganave | Delta Meganave | Mega-V 1 |
|        | Ranger Espacial Azul     | Mega-V 3       |                |          |
|        | Ranger Espacial Preto    | Mega-V 2       |                |          |
|        | Ranger Espacial Amarela  | Mega-V 4       |                |          |
|        | Ranger Espacial Rosa     | Mega-V 5       |                |          |
|        | Ranger Espacial de Prata | Mega Planador  |                |          |

- Ônibus Espacial

Para viajar a Eltar e para ajudar a Zordon, os Rangers usaram um ônibus espacial que obtiveram com ajuda de um oficial da NASADA.
- Astro Meganave

Os quatro Rangers da Terra encontraram-se com o Ranger Vermelho, que possuía uma nave espacial enorme. Foram puxados pela nave e a exploraram, até que estiveram confrontados por seu proprietário, que os confundiu por bandidos.
- Astro Megazord

Quando os monstros crescem, a Astro Meganave se une ao ônibus espacial da NASADA, transformando-se no Astro Megazord, que pode se armar com uma Espada e um Escudo se necessitado.
- Delta Meganave

Após ser ferido no planeta Hercuron ao investigar Zordon, o Ranger Fantasma deu a Andros um disco que lhe daria o controle do Delta Meganave. Uma nave espacial similar a Astro Meganave.
- Delta Megazord

A Delta Meganave pode transformar-se no Delta Megazord, que tem canhões em seus ombros que podem ser usadas como armas na mão. Foi destruído por Ecliptor durante um ataque no armazenamento de veículos.
- Astrodelta Megazord

O Delta Megazord combina com o Astro Megazord se unem para dar forma ao Astrodelta Megazord, que tem canhões montados no ombro do giroscópio, e sempre destrói os monstros com um ataque duplo.
- Mega Viajante

Os Mega Viajantes são cinco Zords individuais que foram encontrados pelos Rangers usando às cartas chaves de Zordon, os Mega Viajantes são: Mega V-1 (Zord do Ranger Vermelho), Mega V-2 (Zord do Ranger Preto), Mega V-3 (Zord do Ranger Azul), Mega V-4 (Zord da Ranger Amarela) e Mega V-5 (Zord da Ranger Rosa). Ele foi destruído por um monstro de Astronema quando ele atacou em um planeta.
- Mega V-1

Este Zord é como um Robô Viajante aliás um robô humanóide para Andros pilotá-lo. Ele dispara mísseis de fogo em forma de soldado. No Mega Viajante Megazord ele forma à perna e à cintura.
- Mega V-2

Este Zord é como um Ônibus Espacial Viajante para Carlos pilotá-lo. Ele é capaz de disparar lasers de fogo quando está voando. No Mega Viajante Megazord ele forma à cabeça e o escudo.
- Mega V-3

Este Zord é como um Foguete Viajante para T.J. pilotá-lo. Ele é um foguete grande que até o Mega V-1 anda nele. No Mega Viajante Megazord ele forma às pernas e o Míssel.
- Mega V-4

Este Zord é como uma Nave Voadora Viajante para Ashley pilotá-la. Ele é capaz de voar e de disparar lasers de fogo nas pontas das asas. No Mega Viajante Megazord ele forma os braços e o peito.
- Mega V-5

Este Zord é como um Tanque Viajante para Cassie pilotá-la. Ele dispara dois canhões no próprio tanque. No Mega Viajante Megazord ele forma os pés.
- Mega Viajante Megazord

Com os Mega Viajantes juntos ele é capaz de voar e destruir monstros facilmente e a principal arma é o míssel do Mega V-3. No Final com um confronto com Astronema este Megazord é destruido.
- Mega Viajante - Modo Voo

O Mega Viajante pode se combinar com o Planador o Zord do Zhane para retornar o Mega Viajante Voo. Ele é capaz de voar em uma ótima condição. É o alvo de disparar o míssel V-3.
- Mega Planador

O Mega Planador foi dado pelo Zhane pelos rebeldes de KO-35, o Planador é como uma nave que vem da Mega Nave que se transforma em robô e à sua arma é o Laser Voador que segura às suas mãos. Quando os Velocifighter estavam atacando à Terra Zhane usa mas o seu Zord é incapacitado.